# Никулеску, Овидиу
Овидиу Никулеску (рум. Ovidiu Niculescu; род. 16 августа 1974, Бухарест, Румыния) — румынский актёр, телеведущий и музыкант, известный по одной из главных ролей в фильме «Остальное — молчание» (2007).

## Биография
Овидиу Никулеску родился 16 августа 1974 года в Бухаресте, столице Румынии. К актёрскому ремеслу проявил интерес ещё в детстве, участвовал в театральном кружке во время учёбы в школе.
В 1996 году окончил Национальный университет театра и кино «И. Л. Караджале» (класс Флорина Замфиреску); впоследствии играл в различных театральных постановках: «На дне» Максима Горького, «Сон в летнюю ночь» и «Троил и Крессида» Шекспира,  снимался в фильмах «Филантропия» и «Остальное — молчание» режиссёра Нае Каранфила. Помимо съёмок в кино и выступлений в Малом театре Бухареста, Никулеску также выступал с музыкальной группой White Mahala, в которой играл на гитаре.

## Фильмография
| Год  |    | Русское название                            | Оригинальное название             | Роль                          |
| ---- | -- | ------------------------------------------- | --------------------------------- | ----------------------------- |
| 2001 | ф  | Война на кухне                              | Război în bucătărie               | солдат-дезертир               |
| 2002 | ф  | Филантропия                                 | Filantropica                      | официант                      |
| 2003 | ф  | Экзамен                                     | Examen                            | Джиони                        |
| 2004 | ф  | Проклятые                                   | Blessed                           | водитель машины скорой помощи |
| 2004 | ф  | Защитник                                    | The Defender                      | офицер                        |
| 2007 | тф | Услуги преисподней стоят дорого 2: Вендетта | Pumpkinhead: Blood Feud           | Бобби Джо Хэтфилд             |
| 2007 | ф  | Остальное — молчание                        | Restul e tăcere                   | Леон Негреску                 |
| 2008 | ф  | Тихая свадьба                               | Nunta mută                        | репортёр                      |
| 2008 | тф | Огонь и Лёд: Хроники Драконов               | Fire & Ice: The Dragon Chronicles | король Куиллок                |
| 2009 | ф  | Медаль за отвагу                            | Medalia de onoare                 | агент Службы безопасности     |
| 2012 | ф  | Оборотень: Зверь среди нас                  | Werewolf: The Beast Among Us      | кузнец                        |
| 2013 | ф  | Мертвец из Тумстоуна                        | Dead in Tombstone                 | Дарко                         |
| 2014 | ф  | Хороший человек                             | A Good Man                        | Павел                         |
| 2014 | ф  | Умирающий свет                              | Dying of the Light                | второй полицейский            |
| 2016 | ф  | Под прицелом                                | End of a Gun                      | Жан                           |
| 2019 | ф  | Трудный путь                                | The Hard Way                      | Фрэнки Файн                   |
| 2023 | с  | Шпион/Мастер                                | Spy/Master                        | Иоан Альбеску                 |